# Alchemilla bicarpellata
Alchemilla bicarpellata é uma espécie de rosácea do gênero Alchemilla, pertencente à família Rosaceae.